# Andrzej Konieczny

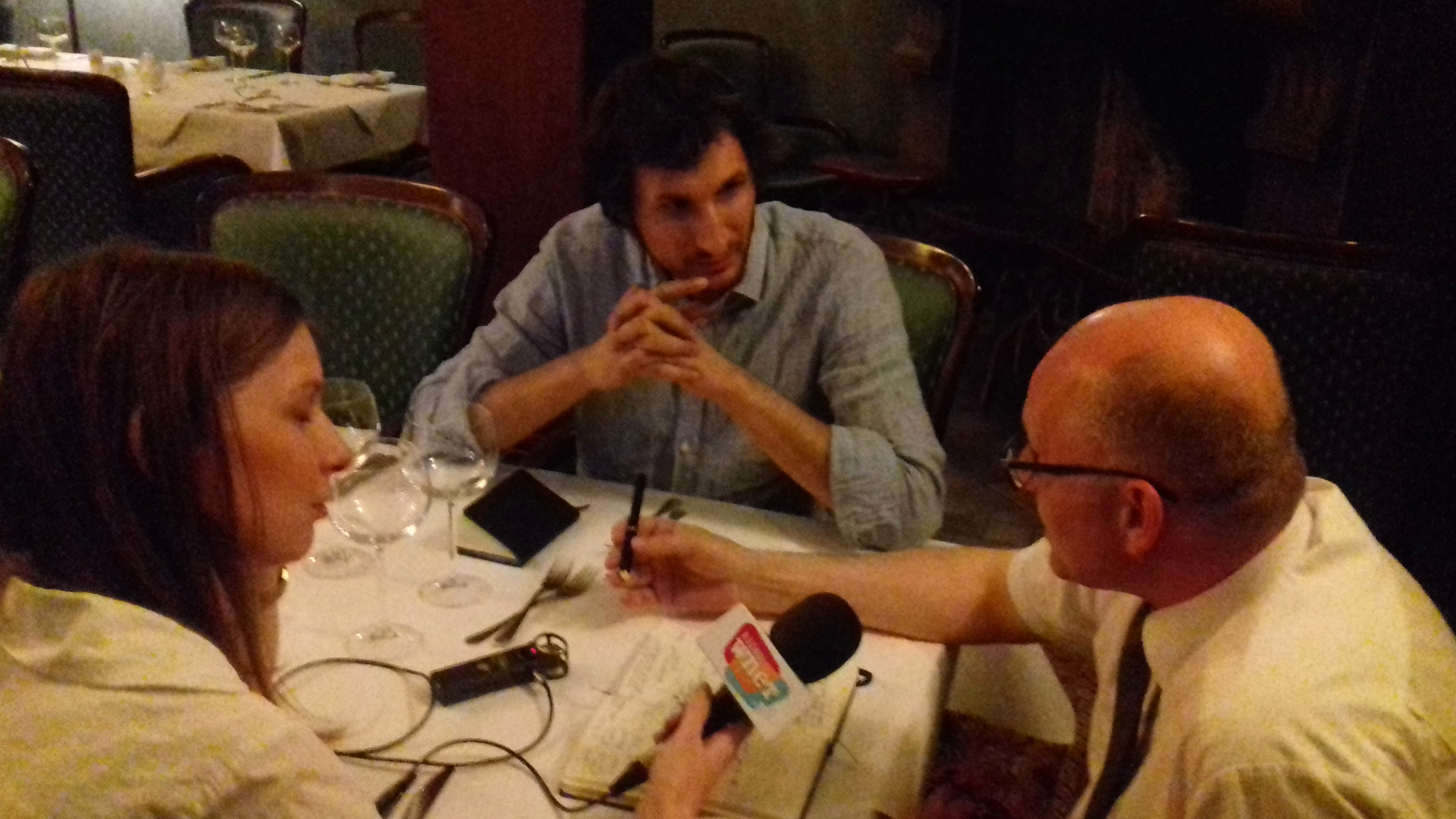
Andrzej Konieczny podczas rozmowy z dziennikarzami Radia Wnet (2016)

Andrzej Antoni Konieczny (ur. 13 czerwca 1971 w Białej Podlaskiej) – polski leśnik i urzędnik państwowy, doktor nauk ekonomicznych, w latach 2015–2018 podsekretarz stanu w Ministerstwa Środowiska, w latach 2018–2021 dyrektor generalny Lasów Państwowych.

## Życiorys
Absolwent Wydziału Leśnego Szkoły Głównej Gospodarstwa Wiejskiego. Ukończył podyplomowe studia z finansów i rachunkowości na Wydziale Ekonomii i Zarządzania Uniwersytetu w Białymstoku, a także studia MBA na Politechnice Lubelskiej we współpracy z University of Illinois. W 2004 obronił doktorat na Wydziale Ekonomiczno-Rolniczym macierzystej uczelni, jego praca dotyczyła zagospodarowania obszarów wiejskich w ramach wykonania ustawy o przeznaczeniu gruntów rolnych do zalesienia tuż przed przystąpieniem do Unii Europejskiej. Pracuje w Katedrze Roślin Leczniczych i Przemysłowych Wydziału Agrobioinżynierii Uniwersytetu Przyrodniczego w Lublinie.
Od 1996 pracował w Lasach Państwowych na różnych stanowiskach, w tym w Nadleśnictwie Chotyłów i Nadleśnictwie Pomorze. Odbył staże w administracjach leśnych w Niemczech i Szwajcarii. Od 2006 do 2008 był dyrektorem ekonomicznym w Regionalnej Dyrekcji Lasów Państwowych w Lublinie, później pozostawał inspektorem w Dyrekcji Generalnej Lasów Państwowych, a w latach 2013–2014 kierował Nadleśnictwem Białowieża. Od 9 lipca 2012 członek partii politycznej Prawo i Sprawiedliwość.
19 listopada 2015 powołany na stanowisko wiceministra środowiska. Odwołany z funkcji podsekretarza stanu 18 stycznia 2018. Następnego dnia został powołany na stanowisko dyrektora generalnego Państwowego Gospodarstwa Leśnego Lasy Państwowe. 8 kwietnia 2021 odwołany z tego stanowiska. 2 sierpnia tego samego roku został powołany na stanowisko dyrektora Regionalnej Dyrekcji Lasów Państwowych w Poznaniu. 

## Odznaczenia
- Krzyż Kawalerskim Orderu Odrodzenia Polski (2021[9][10])
- Srebrny Krzyż Zasługi (2019[11])
- Srebrny medal „Za zasługi dla obronności kraju”[7]